# Willem II van Hessen
Willem II van Hessen, (29 april 1469-11 juli 1509) bijg. de Middelste, was de jongste zoon van landgraaf Lodewijk II van Neder-Hessen en Mathilde van Württemberg.
In 1493 volgde hij zijn broer Willem de Oudere op als landgraaf van Hessen-Kassel. In 1500 werd hij landgraaf van gans Hessen, nadat de tak Hessen-Marburg in mannelijke lijn uitgestorven was. In 1500 werd hij tevens door keizer Maximiliaan I belast met de uitvoering van de ban op keurvorst Filips van de Palts.
Willem trouwde
- in 1497 met Yolande (-1497), dochter van hertog Ferry II van Vaudémont
- en in 1500 met Anna van Mecklenburg-Schwerin (1485-1525), dochter van hertog Magnus II van Mecklenburg-Güstrow, en was vader van:
  - Willem (1500-1500)
  - Elisabeth (1502-1557)
  - Magdalena (1503-1504)
  - Filips I van Hessen (1504-1567).

## Voorouders
| Voorouders van Willem II van Hessen | Voorouders van Willem II van Hessen                                             | Voorouders van Willem II van Hessen                                             | Voorouders van Willem II van Hessen                                              | Voorouders van Willem II van Hessen                                              | Voorouders van Willem II van Hessen                                              | Voorouders van Willem II van Hessen                                              | Voorouders van Willem II van Hessen                                              | Voorouders van Willem II van Hessen                                              |
| ----------------------------------- | ------------------------------------------------------------------------------- | ------------------------------------------------------------------------------- | -------------------------------------------------------------------------------- | -------------------------------------------------------------------------------- | -------------------------------------------------------------------------------- | -------------------------------------------------------------------------------- | -------------------------------------------------------------------------------- | -------------------------------------------------------------------------------- |
| Overgrootouders                     | Herman II van Hessen (1341-1413) ∞ Margaretha van Neurenberg (-)                | Herman II van Hessen (1341-1413) ∞ Margaretha van Neurenberg (-)                | Frederik I van Saksen (1370-1428) ∞ Catharina van Brunswijk-Lüneburg (1395-1442) | Frederik I van Saksen (1370-1428) ∞ Catharina van Brunswijk-Lüneburg (1395-1442) | Everhard IV van Württemberg (1388-1419) ∞ Henriëtte van Mömpelgard (1384-1444)   | Everhard IV van Württemberg (1388-1419) ∞ Henriëtte van Mömpelgard (1384-1444)   | Lodewijk III van de Palts (1378–1436) ∞ Mathilde van Savoye (1390-1438),         | Lodewijk III van de Palts (1378–1436) ∞ Mathilde van Savoye (1390-1438),         |
| Grootouders                         | Lodewijk I van Hessen (1402-1458) ∞ Anna van Saksen (1420-1462)                 | Lodewijk I van Hessen (1402-1458) ∞ Anna van Saksen (1420-1462)                 | Lodewijk I van Hessen (1402-1458) ∞ Anna van Saksen (1420-1462)                  | Lodewijk I van Hessen (1402-1458) ∞ Anna van Saksen (1420-1462)                  | Lodewijk I van Württemberg-Urach (1412-1450) ∞ Mathilde van de Palts (1419-1482) | Lodewijk I van Württemberg-Urach (1412-1450) ∞ Mathilde van de Palts (1419-1482) | Lodewijk I van Württemberg-Urach (1412-1450) ∞ Mathilde van de Palts (1419-1482) | Lodewijk I van Württemberg-Urach (1412-1450) ∞ Mathilde van de Palts (1419-1482) |
| Ouders                              | Lodewijk II van Neder-Hessen (1438-1471) ∞ Mathilde van Württemberg (1438-1495) | Lodewijk II van Neder-Hessen (1438-1471) ∞ Mathilde van Württemberg (1438-1495) | Lodewijk II van Neder-Hessen (1438-1471) ∞ Mathilde van Württemberg (1438-1495)  | Lodewijk II van Neder-Hessen (1438-1471) ∞ Mathilde van Württemberg (1438-1495)  | Lodewijk II van Neder-Hessen (1438-1471) ∞ Mathilde van Württemberg (1438-1495)  | Lodewijk II van Neder-Hessen (1438-1471) ∞ Mathilde van Württemberg (1438-1495)  | Lodewijk II van Neder-Hessen (1438-1471) ∞ Mathilde van Württemberg (1438-1495)  | Lodewijk II van Neder-Hessen (1438-1471) ∞ Mathilde van Württemberg (1438-1495)  |
| Willem II van Hessen (1469-1509)    |                                                                                 |                                                                                 |                                                                                  |                                                                                  |                                                                                  |                                                                                  |                                                                                  |                                                                                  |